# Murex troscheli
Murex troscheli är en havslevande snäckart inom släktet Murex beskriven av Karl Emil Lischke 1868. Det är den största murexen/spiksnäckan som finns. Snäckan blir omkring 11-19 cm lång och finns i västra Stilla havet, sydöstra och nordöstra Asien, Japan, Persiska viken, Röda havet och östra Afrika.

## Utseende
Snäckan känns främst igen på sin storlek samt sina röd/bruna streck som löper som horisontella band längs kroppen. Även kronan är svagt rödfärgad.